# Ернест Сольве
Ерне́ст Сольве́ (нар. 16 березня 1838, Ребек, Бельгія — пом. 26 травня 1922, Іксель, Бельгія) — бельгійський промисловець та меценат, розробник революційного способу отримання соди.

## Біографія
На відміну від багатьох провідних хіміків, Сольве не мав хімічної освіти, оскільки на заваді йому став гострий плеврит. Із 1859 року він почав працювати на заводі з виробництва газу, що належав його дядьку. Там він вивчав процеси, пов'язані із утилізацією солоної води, що утворюється у процесі. З неї він виділив нашатирний спирт та карбонат амонію. При реакції останнього з хлоридом натрію Сольве отримав соду. Щоправда, ці хімічні реакції вже були досліджені іншими науковцями, та Сольве вдалося створити апаратуру (передусім, герметичну), котра дозволяла використання цього методу у промислових масштабах.

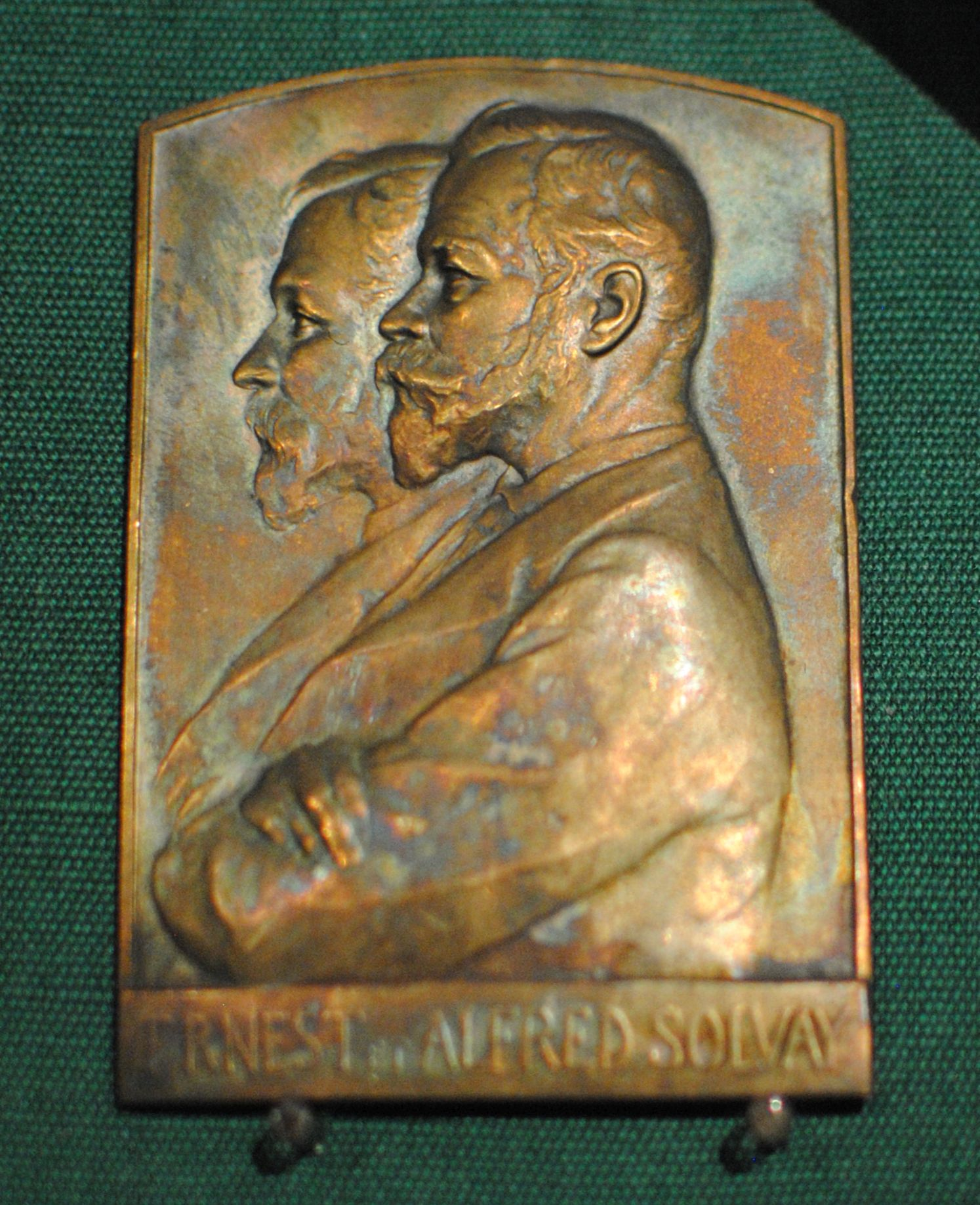
Ернест та Альфред Сольве на медалі, випущеній у 1913 році з нагоди 50-річчя підприємства

У 1861 році Ернест отримав патент на свій метод і, позичивши кошти, разом зі своїм братом Альфредом розпочав будівництво свого першого підприємства з виробництва соди у передмісті Шарлеруа. За два роки він заснував акціонерне товариство. У 1866 році його фабрикою випускалося півтори тонни соди на добу. Прибутковість підприємства сягала 5 % на рік.
Сольве представив свої розробки на Всесвітній виставці 1873 року, де його очікував великий успіх. Після того він розпочав будувати фабрику у Франції, в містечку Домбаль, що неподалік Нансі. Згодом цей завод стане світовим лідером із виробництва соди.
Вийшовши на міжнародний рівень, Сольве зіткнувся із суперництвом з боку промислового методу, розробленого Ніколя Лебланом, котрий тоді був панівним. Але оскільки ефективність методу Сольве була вищою, а метод Леблана вже не піддавався поліпшенню, підприємці поступово переходили до нового методу.
Розширюючи свій вплив, Сольве створив перший хімічний концерн, котрий посів панівне становище не лише на теренах Бельгії, а й по всьому світі. Так, протягом двох десятиліть фабрики Сольве з'явилися у Німеччині (в 1880), США (в 1881) та Російській імперії (в 1883). У 1890 році було розпочато будівництво Лисичанського содового заводу (тоді — селище Верхнє). Навіть під час Першої світової війни під контролем концерну Сольве знаходилося усе тогочасне виробництво соди.
Перебуваючи у ролі монополіста на ринку соди, Ернест Сольве заробив чималі статки. Витрачаючи ці кошти, за шістдесят років своєї діяльності він придбав 38 замків та два найбільших бельгійських банки. Сольве виступив спонсором створення Інституту соціології (у 1894 році), Інституту фізіології, Школи комерції Сольве та Міжнародного інституту фізики і хімії.

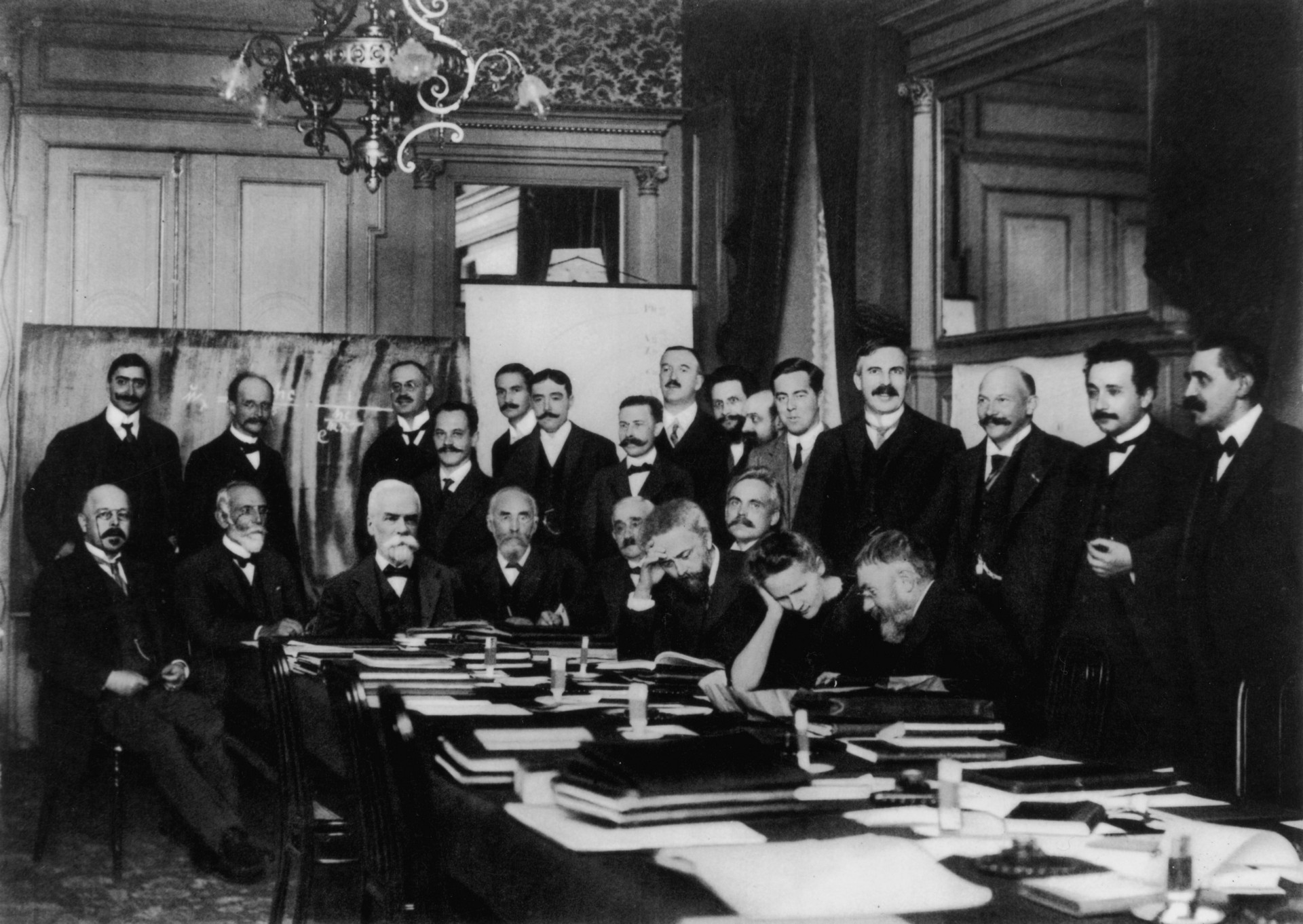
Учасники першого Сольвеївського конгресу (1911)

Свою пристрасть до науки Ернест втілив у життя, організувавши у 1911 році Сольвеївський конгрес, куди запросив багатьох провідних науковців того часу (серед яких були і 11 нобелівських лауреатів), зокрема, Марію Склодовську-Кюрі, Альберта Ейнштейна, Макса Планка, Гендріка Лоренца, Ернеста Резерфорда, Вальтера Нернста та Анрі Пуанкаре.

## Вшанування пам'яті
Іменем Сольве у світі названо кілька містечок, зокрема, Сольве у штаті Нью-Йорк (США) та Розіньяно Сольве у провінції Тоскана (Італія), оскільки їхня історія пов'язана із роботою содових фабрик. На його честь також названо астероїд 7537 Сольве і гору Сольве в Антарктиді.
За кошти, виділені Сольве, на північно-східному хребті альпійської вершини Матергорн у 1915 році було зведено гірський притулок, названий «Хатина Сольве».